# Этифоксин

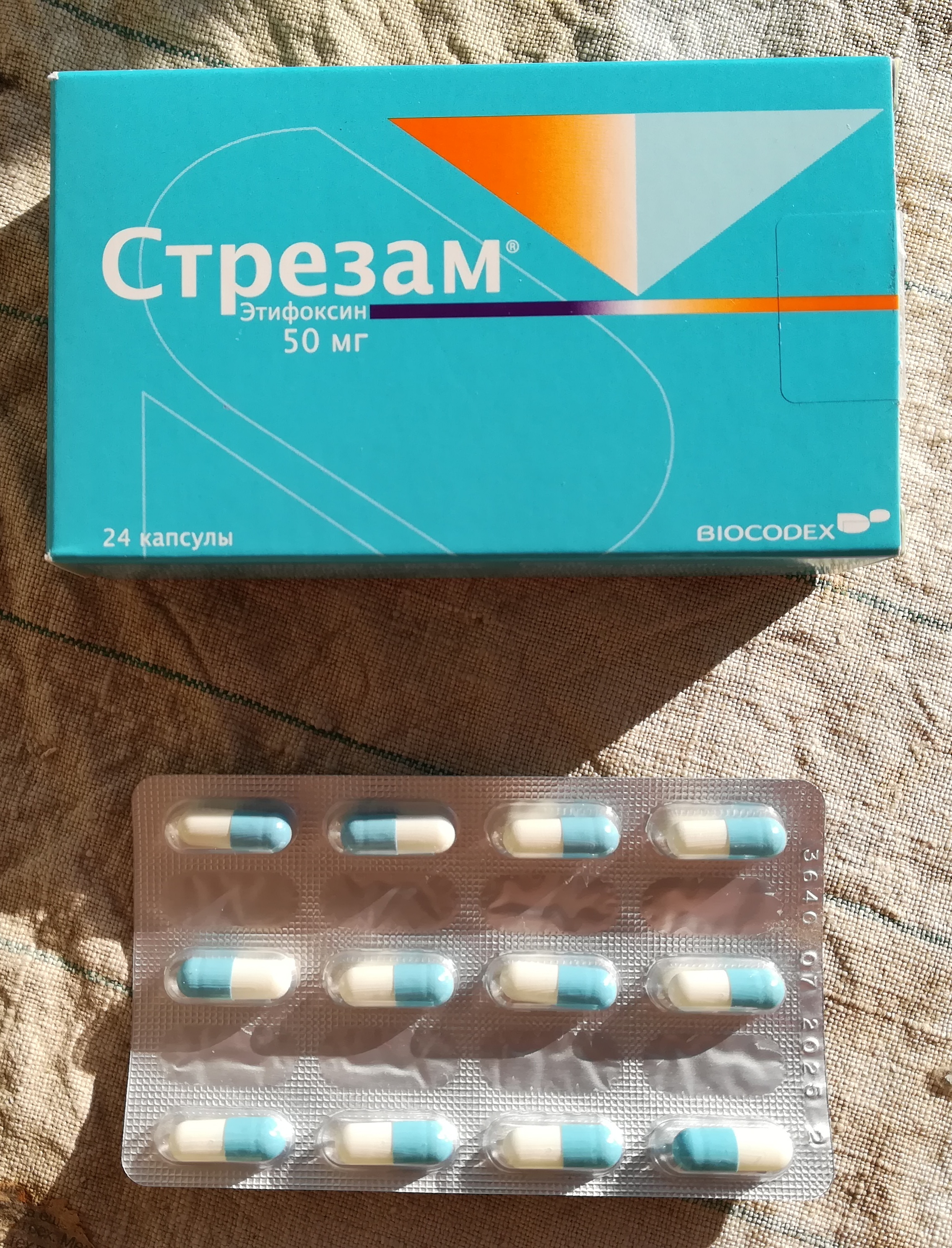
Упаковка препарата Стрезам (этифоксин)

Этифоксин (Etifoxine) — анксиолитическое (противотревожное) лекарственное средство. Фармакологическое действие обусловленно непрямым влиянием на ГАМК-ергическую трансмиссию.

## Общая информация
Этифоксин — высокоактивный транквилизатор, не является производным бензодиазепинов, однако превосходит большинство из них по степени выраженности эффекта. Также используется в качестве антиконвульсанта.

## Фармакологические свойства
Этифоксин оказывает влияние на ГАМК-эргическую трансмиссию, взаимодействуя с ГАМКА-рецептором. В отличие от бензодиазепинов, этифоксин модулирует хлорионофор-субъединицу супрамолекулярного ГАМК-бензодиазепин-хлорионофор рецепторного комплекса. Этифоксин обладает специфическим модулирующим эффектом на ГАМК-эргические процессы, заключающиеся в активации хлорного ионного канала, которое вызывает гиперполяризацию пресинаптической мембраны нейрона.
Кроме того, этифоксин действует как модулятор ГАМК-эргической передачи путём активирующего влияния на синтез нейростероидов, синтезирующихся в глиальных клетках и повышающих чувствительность ГАМКА-рецепторов к ГАМК.

## Фармакокинетика
Быстро всасывается из ЖКТ, быстро метаболизируется в печени до образования нескольких метаболитов. Один из метаболитов (диэтилэтифоксин) является активным и его период полувыведения составляет около 20 часов. Проникает через плацентарный барьер. Время достижения максимальной концентрации в крови — 2-3 часа, период полувыведения — около 6 часов.
Выводится преимущественно с мочой в виде метаболитов, а также в неизмененном виде в небольших количествах. Также выводится с желчью. При одновременном применении с препаратами, оказывающими угнетающее действие на ЦНС, может возникать взаимное потенцирование эффектов.

## Показания
Тревога, страх, внутреннее напряжение, повышенная раздражительность, снижение настроения.
Имеются исследования, доказавшие эффективность применения этифоксина в качестве дополнительной терапии при алкогольной зависимости.

## Противопоказания
Шоковые состояния, миастения, тяжелые нарушения функций печени и/или почек, гиперчувствительность. Не рекомендуется использовать в возрасте до 18 лет. Беременным и кормящим.

## Способ применения и дозы
Препарат принимается внутрь с небольшим количеством воды.
Доза определяется в зависимости от состояния больного.
Обычно назначается 150—200 мг в сутки, разделённые на 2—3 приёма.
Продолжительность лечения — от нескольких дней до 4—6 недель (максимальная — 12 недель).

## Побочные действия
Сонливость, аллергические реакции, отёк Квинке. При приёме двух капсул за раз возможно головокружение и потеря ориентации.